# 刘大刚
刘大刚（1947年—），中国大陆演员，原为中国京剧院的花脸演员，因出演《西游记续集》的沙僧为观众熟知。代表作电视剧《吴承恩与西游记》、《三国演义》的孙綝。

## 电视作品
| 劇名               | 角色   | 备注     |
| ------------------ | ------ | -------- |
| 《戏说慈禧》       | 端华   | 郑亲王   |
| 《宰相刘罗锅》     | 许明堂 | 太原知府 |
| 《三国演义》       | 孙綝   |          |
| 《武则天》         | 韩瑗   |          |
| 《书剑恩仇录》     | 康熙帝 |          |
| 《西游记续集》     | 沙僧   |          |
| 《吴承恩与西游记》 | 沙僧   |          |
| 《机灵小不懂》     | 衍正   |          |
| 《大敦煌》         | 阿奢那 |          |
| 《三少爷的剑》     | 道衍   |          |
| 《红楼梦》         | 贾敬   |          |

## 电影作品
- 《倚天屠龙记之魔教教主》 饰演：少林僧人（王晶导演，李连杰主演）
- 《飞鹰女侠》饰演：武术学校校长